# Gianni Frankis
Gianni Frankis (né le 16 avril 1988 à Rochford) est un athlète britannique spécialiste du 110 mètres haies. 

## Carrière

### Palmarès
| Année | Compétition                    | Lieu      | Résultat | Performance |
| ----- | ------------------------------ | --------- | -------- | ----------- |
| 2005  | Championnats du monde jeunesse | Marrakech | 3e       | 13 s 48     |
| 2007  | Championnats d’Europe junior   | Hengelo   | 3e       | 13 s 47     |
| 2009  | Championnats d’Europe espoirs  | Hengelo   | 2e       | 13 s 57     |

### Records
| Épreuve          | Performance | Lieu   | Date            |
| ---------------- | ----------- | ------ | --------------- |
| 110 mètres haies | 13 s 57     | Kaunas | 18 juillet 2009 |

| Épreuve         | Performance | Lieu      | Date                           |
| --------------- | ----------- | --------- | ------------------------------ |
| 60 mètres haies | 7 s 75      | Sheffield | 6 février 2011 12 février 2011 |